# آشنستان
آشنستان روستایی از توابع بخش مرکزی شهرستان قزوین در استان قزوین ایران است.

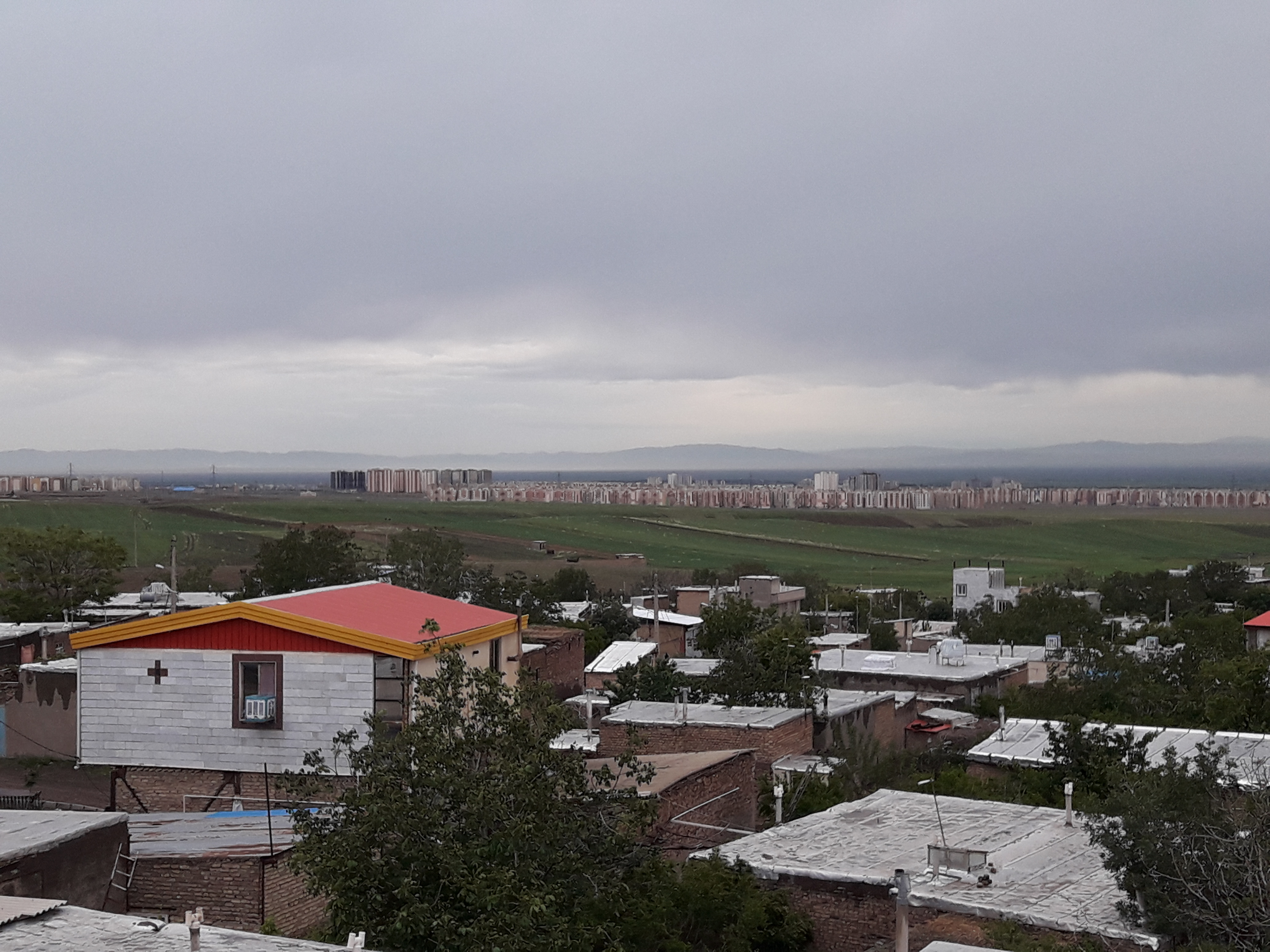

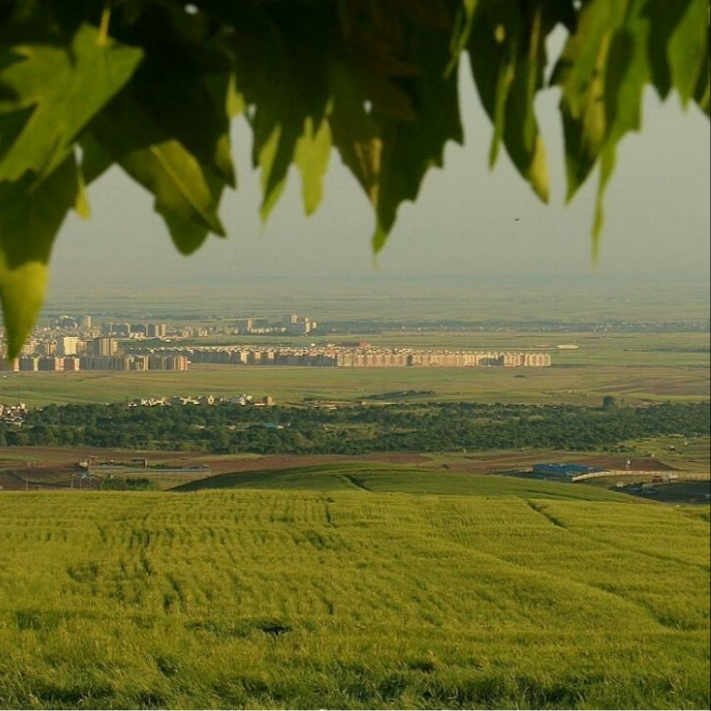

## جمعیت
این روستا در دهستان اقبال شرقی قرار دارد و براساس سرشماری مرکز آمار ایران در سال ۱۳۸۵، جمعیت آن ۱٬۲۹۲ تن  (۳۱۳ خانوار) بوده‌است. زبان مردم روستا مانند روستاهای مجاور خود یعنی کورانه و حمیدآباد ترکی است.

## مکان های تاریخی
- دروازه آشنستان
- گرمابه آشنستان
- تپه های باستانی از قبیل تولکی تپه
- قنات کهریز ارخی یا کریز ارخی
- قنات موشلیک (شهر یول)